# Ursula Haller

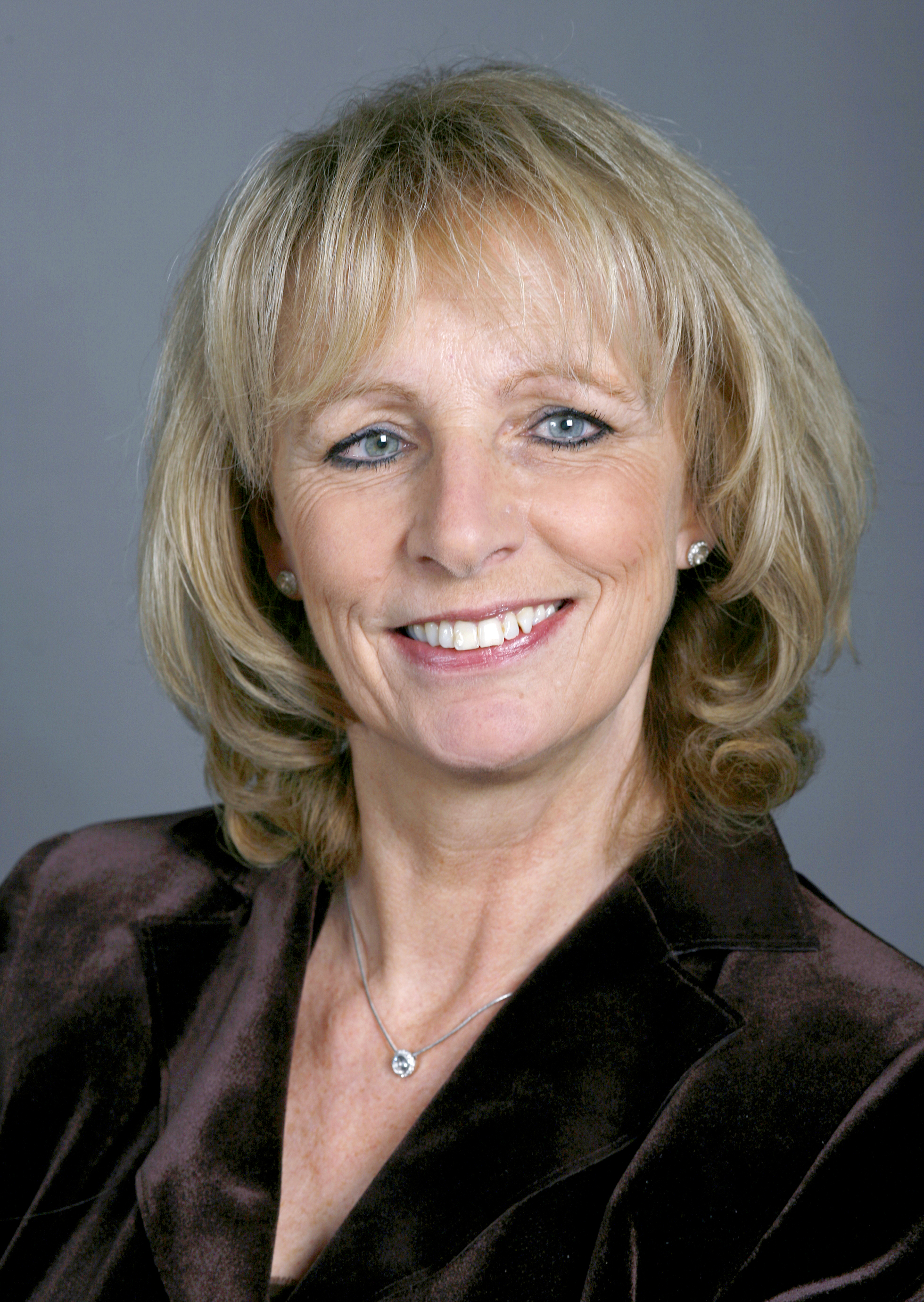
Ursula Haller

Ursula Haller Vannini (* 4. November 1948 in Bern; heimatberechtigt in Zürich, Lugano und Hasle bei Burgdorf) ist eine Schweizer Politikerin (BDP und zuvor SVP).

## Leben
Ursula Haller wurde als ältestes von drei Kindern in Bümpliz geboren und wohnt heute in Thun. Sie ist verheiratet und hat zwei erwachsene Kinder. Früher war sie Sekretärin einer Hotelkette und der Eidgenössischen Munitionsfabrik in Thun.
1978 stieg sie in die Politik ein, zunächst als Sekretärin der SVP Thun. Haller war von 1985 bis 1998 Stadträtin von Thun (Legislative) und von 1990 bis 1999 Grossrätin des Kantons Bern (1998/99 Grossratspräsidentin). Von 1999 bis 2014 war sie Gemeinderätin von Thun (Exekutive, hauptamtlich) und gleich lange Nationalrätin.
Haller war lange Mitglied der SVP Schweiz, politisierte aber nicht immer auf Parteilinie,  sondern vertrat den gemässigteren Flügel der Partei. Sie gehörte 2008 zu den Gründungsmitgliedern der Bürgerlich-Demokratischen Partei.